# Usina Hidrelétrica de Camargos
A Usina Hidrelétrica de Camargos é uma usina hidrelétrica construída no rio Grande, no limite entre os municípios de Itutinga e Nazareno. 

## Características

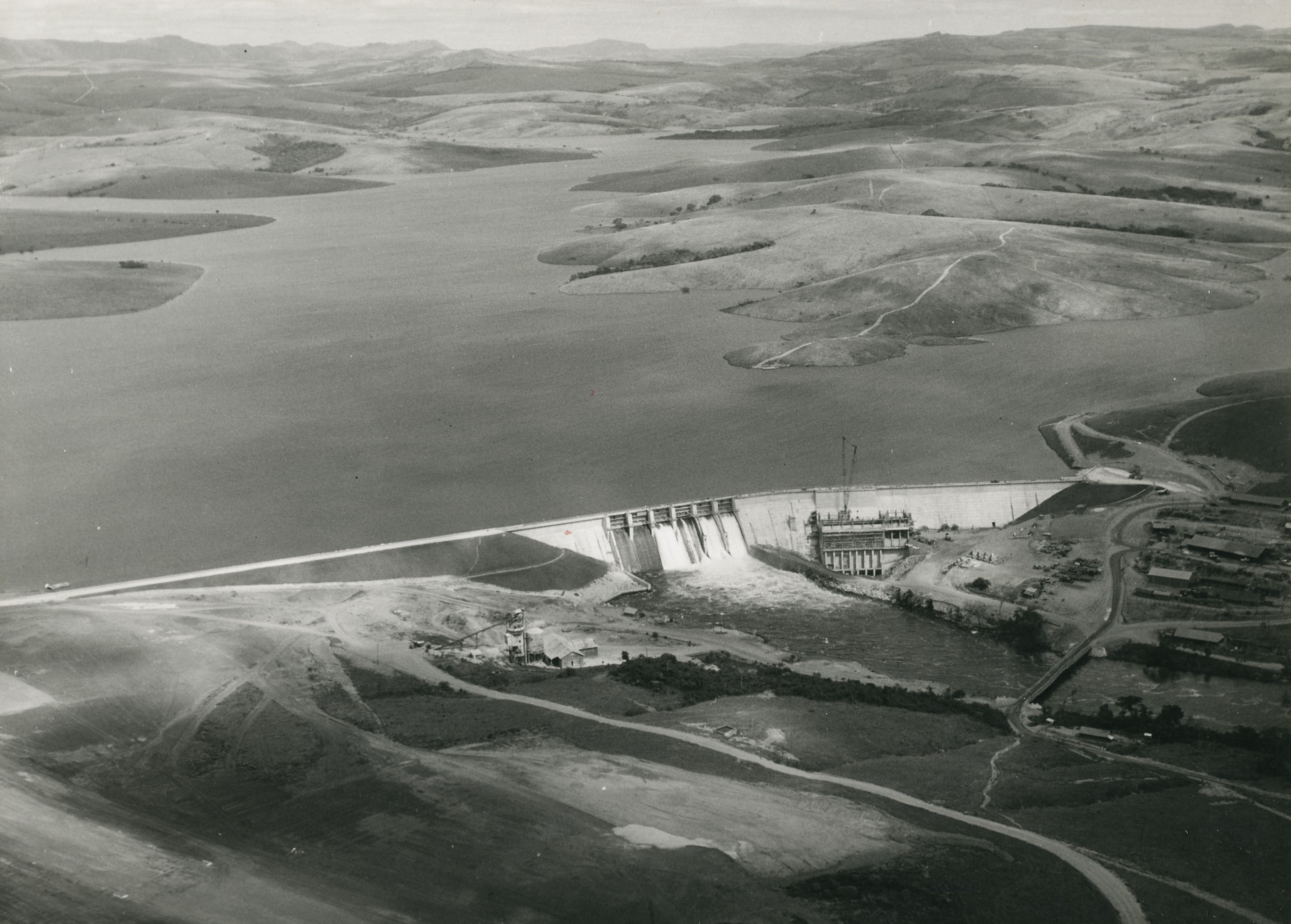
Barragem e usina hidrelétrica (em construção) de Camargos, imagem de arquivo do Fundo Correio da Manhã.

A usina entrou em operação em 1960 e está localizada no curso superior do rio Grande, entre os municípios de Madre Deus de Minas e Itutinga, em Minas Gerais. Possui uma barragem de 36 metros de altura e gera até 45 MW (2 x 22,5 MW).
Seu reservatório inunda uma área máxima de 50,46 km2, nos seguintes municípios: Carrancas (40,26% do lago), Itutinga (9,45%), Madre Deus de Minas (17,87%), Nazareno (6,50%) e São João Del Rei (25,91%). O nível operacional fica entre 899 m e 913 m acima do nível do mar.

## História
A barragem começou a ser construída em 1956 e foi inaugurada em maio de 1959. A inauguração da usina, por sua vez, aconteceu em 1961.